# Bozzetto
Bozzetto (ital.) je pojem ve výtvarném umění. Označuje drobnou sochařskou skicu provedenou z vosku, hlíny či dřeva; případně též malířský štětcový náčrt zamýšleného obrazu provedený v malém měřítku.
Bozzetto se uplatnilo v období baroka. Jedná se o návrh pro potřeby umělce a zpravidla zachycuje bezprostřední formou první umělcovo řešení zamýšleného díla. V případě dílenské práce většinou vycházelo z ruky mistra a mohlo posléze sloužit jako podklad pro práci ateliéru (dílny) na uskutečnění díla.
Jinou funkci mělo modelletto či modellino.